# 대마술사
대마술사(중국어 간체자: 大魔术师, 정체자: 大魔術師)는 얼퉁성 감독의 2012년 홍콩의 액션 판타지 영화로, 랑차오웨이, 저우쉰 등이 출연했다.

## 배역
- 량차오웨이
- 저우쉰
- 유청운
- 진패
- 방중신
- 오언조